# Йорк (Південна Кароліна)
Йорк (англ. York) — місто (англ. city) в США, в окрузі Йорк штату Південна Кароліна. Населення — 8503 особи (2020).

## Географія
Йорк розташований за координатами 34°59′46″ пн. ш. 81°14′9″ зх. д. / 34.99611° пн. ш. 81.23583° зх. д. (34.996171, -81.235962).  За даними Бюро перепису населення США в 2010 році місто мало площу 21,57 км², з яких 21,26 км² — суходіл та 0,30 км² — водойми.

## Демографія
Згідно з переписом 2010 року, у місті мешкало 7736 осіб у 2925 домогосподарствах у складі 1974 родин. Густота населення становила 359 осіб/км².  Було 3322 помешкання (154/км²).
Расовий склад населення:
| - 54,4 % — білих - 38,4 % — чорних або афроамериканців - 0,8 % — корінних американців - 0,6 % — азіатів - 3,7 % — осіб інших рас |

До двох чи більше рас належало 2,1 %. Частка іспаномовних становила 7,3 % від усіх жителів.
За віковим діапазоном населення розподілялося таким чином: 27,5 % — особи молодші 18 років, 58,2 % — особи у віці 18—64 років, 14,3 % — особи у віці 65 років та старші. Медіана віку мешканця становила 34,6 року. На 100 осіб жіночої статі у місті припадало 86,0 чоловіків;  на 100 жінок у віці від 18 років та старших — 78,1 чоловіків також старших 18 років.
Середній дохід на одне домашнє господарство  становив 46 818 доларів США (медіана — 38 814), а середній дохід на одну сім'ю — 53 864 долари (медіана — 46 589). Медіана доходів становила 38 204 долари для чоловіків та 30 372 долари для жінок. За межею бідності перебувало 25,9 % осіб, у тому числі 42,9 % дітей у віці до 18 років та 15,0 % осіб у віці 65 років та старших.
Цивільне працевлаштоване населення становило 3354 особи. Основні галузі зайнятості: виробництво — 22,8 %, освіта, охорона здоров'я та соціальна допомога — 15,1 %, роздрібна торгівля — 12,4 %, мистецтво, розваги та відпочинок — 10,5 %.